# My Republic
My Republic è l'ottavo album di studio del gruppo hardcore punk statunitense Good Riddance, pubblicato nel 2006 dalla Fat Wreck Chords.

## Tracce
Tutte le tracce di Rankin tranne dove indicato
1. Out Of Mind  - 2:22
2. Texas - 2:03
3. Shame - 1:48
4. Tell Me Why - 2:30
5. Torches And Tragedies (Rankin, Luke Pabich) - 1:28
6. Darkest Days - 2:41
7. Up To You - 1:27
8. Regret - 2:17
9. Boise - 3:06
10. Rise And Fall (Rankin, Pabich) - 1:39
11. Broken - 2:31
12. Save The Children (Rankin, Pabich) - 2:07
13. This Beast Is Dangerous (Rankin, Pabich) - 1:47
14. Uniform - 2:55

## Formazione
- Russ Rankin – voce
- Luke Pabich – chitarra
- Chuck Platt – basso
- Sean Sellers - batteria